# 신길동 선사유적지
신길동 선사유적지(新吉洞 先史遺蹟地)는 대한민국 경기도 안산시 단원구에 있다. 2000년대 초 택지개발 과정에서 선사시대 주거지 24곳과 석기 24점이 출토되었다. 탄소측정결과 B.C 3,500년대로 안산의 오랜 역사를 보여주는 유적지이다. 대규모 아파트 단지 내 위치 민관 소통을 통해 신길역사공원으로 조성하였다. 2016년 11월 28일 안산시의 향토유적 제26호로 지정되었다.

## 개요
신길동에 위치한 선사시대 생활 유적지로 2002년 5월 한양대학교 문화재연구소에서 지표조사를 실시한 이후, 2005년 11월 1일부터 2007년 5월 30일까지 재단법인 고려문화재연구원에 의하여 시굴 및 발굴조사가 이루어졌다. 발굴조사 결과 선사시대 주거지 24곳과 백제 때의 주거지 3기, 토광묘 2기가 발견되었다. 이 중 주거지 7기는 움집 형태로 복구되었고 다른 3기는 터만 그대로 보이도록 전시해 두었다.
신길동 선사유적지의 주거지에는 귀죽인 네모꼴[말각방형(抹角方形)]의 평면 형태로 중앙 노지 시설과 4주식 기둥이 배치되어 있으며, 서해안식 토기와 갈돌·갈판 등의 석기와 주구부 토기·시루·단경호·반·완등 완형 토기 등 17점의 토기가 출토되었다.
신길동 선사유적지는 신석기시대 한반도 중서부 지방의 대규모 주거지군을 확인할 수 있으며, 이러한 취락 유적은 한시적 주거 행위가 아닌 오랜 점유 기간을 가지고 집단생활을 한 것으로 추정되어 좀 더 폭넓은 연구가 필요하다.